# I. János hainaut-i gróf
I. János hainaut-i gróf (Houffalize, 1218. május 1. – Valenciennes, 1257. december 24.) 1246 és 1257 között Hainaut grófja, II. Margit flamand grófnő első, Bouchard d'Avesnes-el kötött házasságából származó legidősebb fia.

## Élete
Margit (VI. Balduin hainaut-i gróf második lánya) és Bouchard d'Avesnes 1212 körül kötöttek házasságot, de azt a pápa (Margit nővére, Johanna kérésére) 1215-ben érvénytelenítette. Bouchard-ot Johanna 1219-ben elfogatta és 1221-ben azzal a feltétellel engedte szabadon, hogy elköltözik Margittól. Ezért János és öccse, Balduin jogilag törvénytelen gyereknek számított, és nem örökölhetett semmilyen címet anyjától, aki 1244-ben nővérétől örökölte Flandriát és Hainaut-t. Margitot Johanna rábeszélte, hogy házasodjon újra, második férje II. Vilmos, Dampierre ura volt, akitől további négy gyermeke, köztük két fia született.
János és Balduin azonban 1243 márciusában II. Frigyes német-római császárhoz fordultak, hogy szüleik házasságát és örökösödési jogukat elismerjék. Mielőtt ez megtörtént volna, 1244. december 5-én, nővére halála után Margit örökölte Flandriát és Hainaut-t, és örökösének második házasságából származó legidősebb fiát, Vilmost tette meg. Ezzel kitört a flandriai és hainaut-i örökösödési háború, amelynek során János megpróbálta fegyverrel érvényesíteni követeléseit.
1246-ban IX. Lajos francia király is beavatkozott a családi vitába (a flamand grófok a francia király hűbéreseinek számítottak) és elismerte Jánost hainaut-i grófnak, amire csak a német császárnak lett volna joga, mert Hainaut a Német-római Birodalomhoz tartozott. Margit azonban megtagadta, hogy Hainaut-t átengedje Jánosnak. 1247-ben II. Vilmos holland gróf, akit német ellenkirálynak választottak, elismerte Vilmost flamand grófnak. 1251-ben Margit kérésére IV. Ince pápa Jánost és Balduint törvényes gyermeknek ismerte el.
1251. június 6-án bérgyilkosok megölték Vilmos flamand grófot, később bebizonyították, hogy az Avesnes család volt a felbujtó. 1253. július 4-én János sógora, II. Vilmos holland gróf segítségével legyőzte Margit és második házasságából származó fia, Guy seregét a westkapelle-i csatában. Guy fogságba esett, míg a vereség után Margit felajánlotta Hainaut-t I. Károly szicíliai királynak, IX. Lajos öccsének, ha az vissza tudja foglalni Jánostól. Károly ostrom alá fogta Valenciennest, de a két fél 1254. július 26-án fegyverszünetet kötött és a hetedik keresztes hadjáratról visszatérő IX. Lajos arra utasította öccsét, hogy tartsa be az 1246-os döntését.
1257. november 22-én Guy végül feladta Hainaut-t és János végre a grófság jogos és tényleges ura lett. Ugyanazon év december 24-én Valenciennesben halt meg, utóda anyja lett, akinek 1280-ban bekövetkezett halála után legidősebb fia, János örökölte Hainaut-t.

## Családja és leszármazottai
Felesége Holland Adél, IV. Flóris holland gróf és Brabanti Matilda, II. Vilmos holland gróf és német ellenkirály nővére volt. 1246-ban házasodtak össze és hat gyermekük született:
- János (1247 – 1304), apai nagyanyja halála után 1280-tól II. János néven hainaut-i gróf, 1299-től I. János néven holland gróf
- Johanna (? – 1304), apáca
- Bouchard (1251 – 1296), Metz püspöke
- Guy (1253 – 1317), Utrecht püspöke
- Vilmos (1254 – 1296), Cambrai püspöke
- Florent (1255 – 1297), Zeeland kormányzója, Akháj herceg

## Fordítás
- Ez a szócikk részben vagy egészben  a   John I, Count of Hainaut című angol Wikipédia-szócikk fordításán alapul.  Az eredeti cikk szerkesztőit annak laptörténete sorolja fel. Ez a jelzés csupán a megfogalmazás eredetét és a szerzői jogokat jelzi, nem szolgál a cikkben szereplő információk forrásmegjelöléseként.

## Lásd még
- Hainaut-i grófság
- Hainaut grófjainak listája

| Elődje: II. Margit flamand grófnő | Hainaut-i gróf 1246 – 1257 | Utódja: II. Margit flamand grófnő |